# Macrodon mordax
Macrodon mordax es una especie de pez de la familia Sciaenidae en el orden de los Perciformes.

## Morfología
• Los machos pueden llegar alcanzar los 50 cm de longitud total.

## Alimentación
Come crustáceos, peces y cefalópodos.

## Hábitat
Es un pez de clima tropical (9°N-2°N) y bentopelágico.

## Distribución geográfica
Se encuentra en el Océano Pacífico oriental: desde Panamá hasta el Ecuador.

## Uso comercial
Su carne es excelente para la alimentación  humana.